# Cerbottana

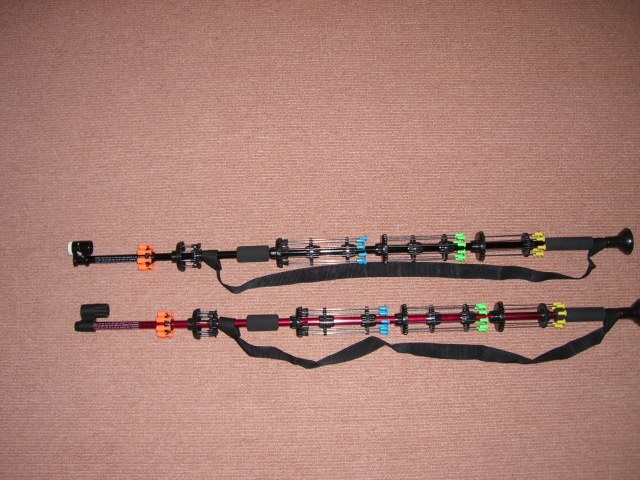
Due cerbottane sportive

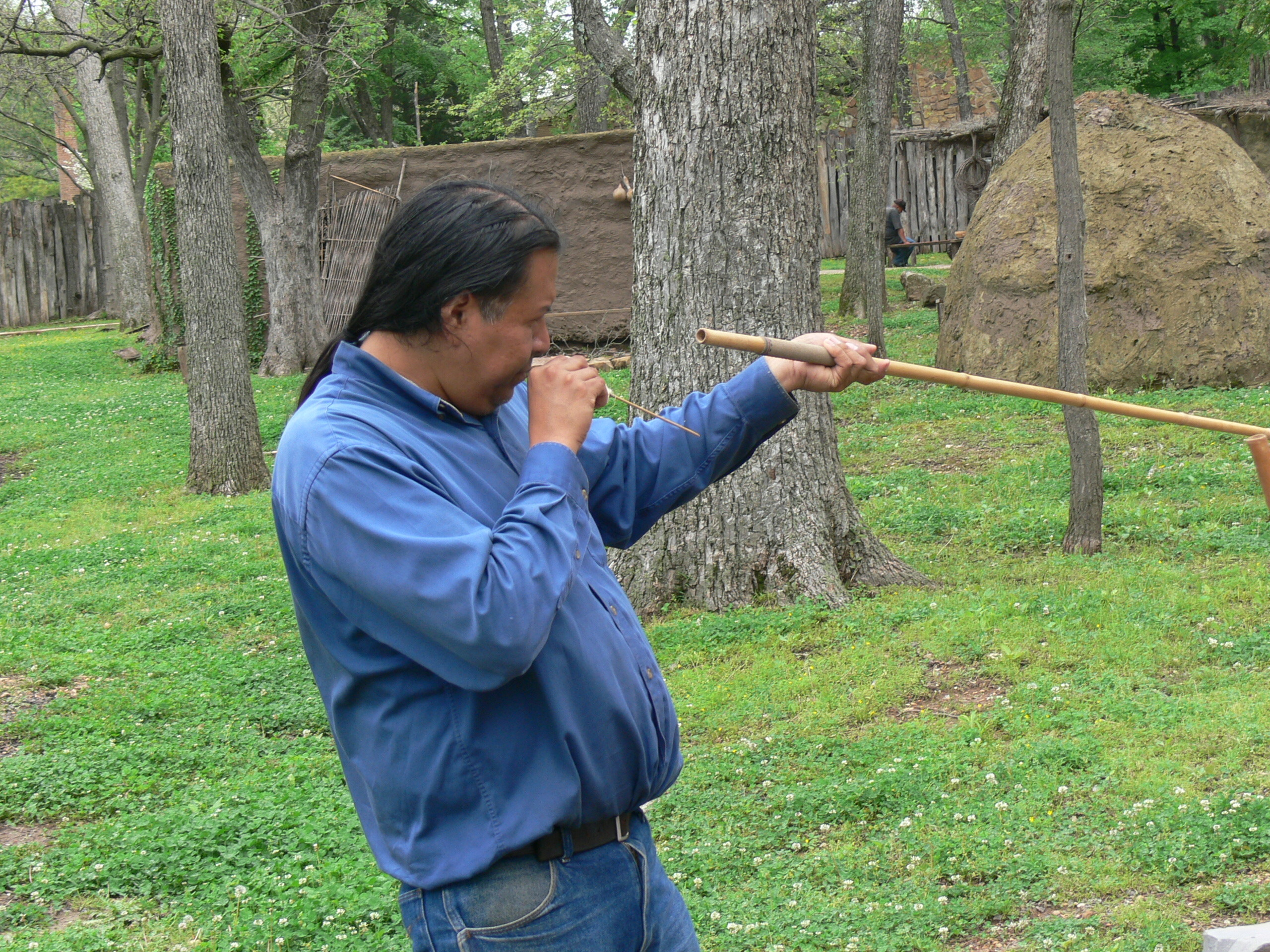
Inserimento di un dardo in una cerbottana di canna cherokee

La cerbottana è un'arma da lancio ad aria. Essa è costituita da tubo di lunghezza variabile per tirare proiettili (dardi). Il tiratore soffia in una estremità del tubo forzando l'uscita del dardo dall'altra.

## Storia
L'arma è stata utilizzata da molte popolazioni nel corso dei secoli, tra cui alcune del Sud-est asiatico, nell'area amazzonica, e in altre parti dell'America, settentrionale, centrale e meridionale, per esempio dai Cherokee.
Nel Medioevo era denominata gravatana o anche sarabatana, in questo secondo caso però era inteso il tubo entro il quale si dice che i saraceni durante le crociate infilassero il governale (e cioè l'asticciola di legno) dei razzi incendiari che lanciavano sui crociati. L'espediente era attuato per meglio dirigere la traiettoria del razzo stesso.
Fukiya (吹矢) è la denominazione giapponese per la cerbottana, utilizzata in passato principalmente per giochi e divertimenti civili ma anche a scopo militare con opportuni accorgimenti. Il suo uso era trasmesso in alcune scuole di bujutsu.

## Utilizzi

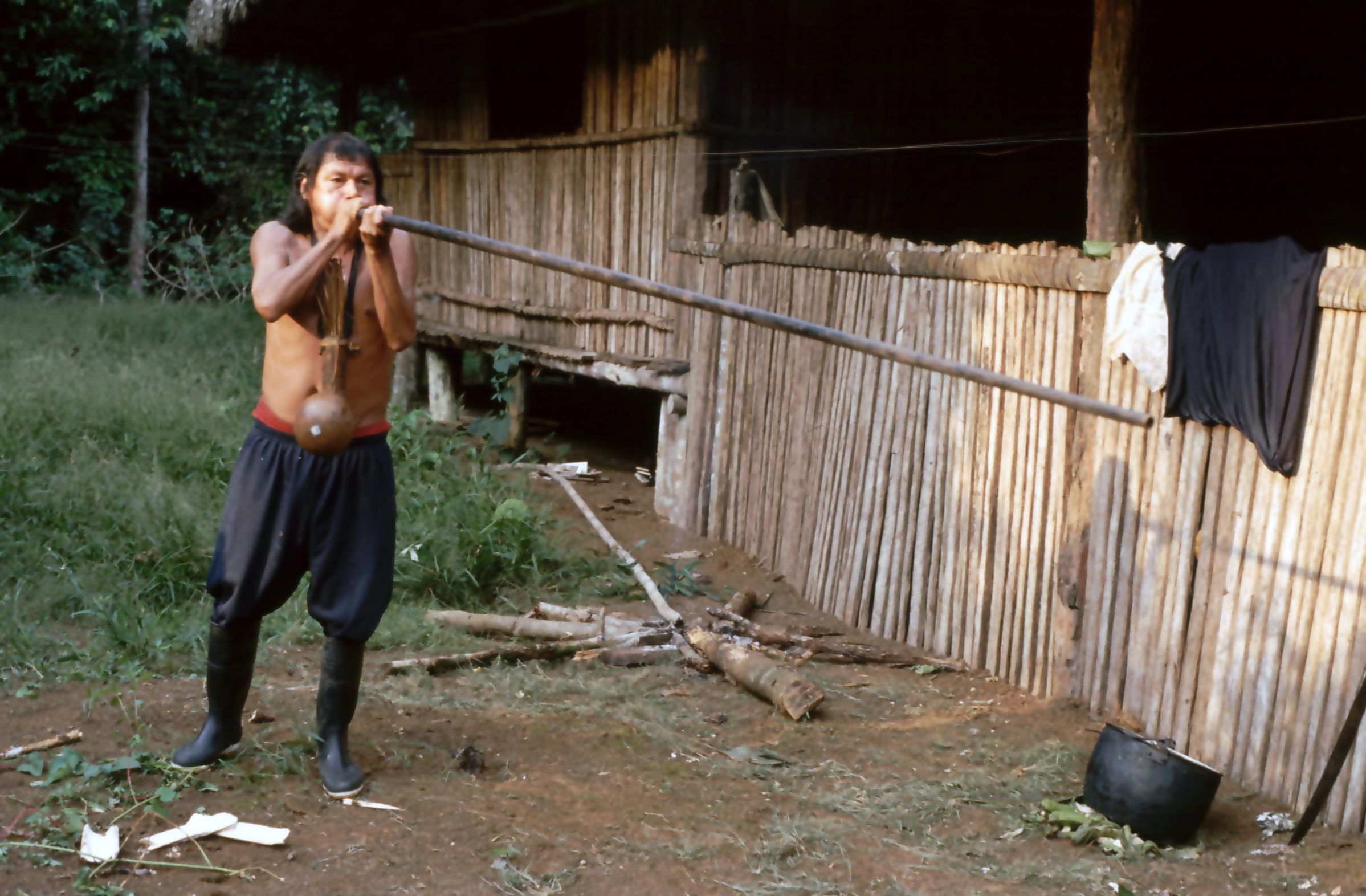
Un Achuar con cerbottana

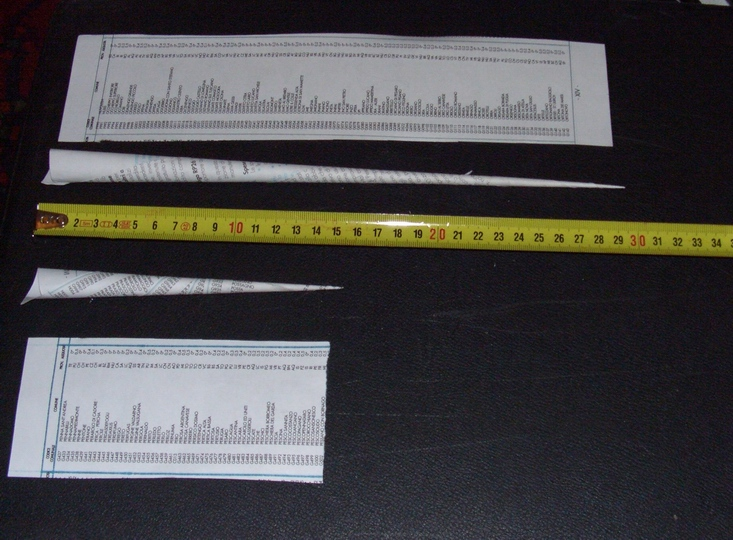
Dardi cartacei per cerbottana di realizzazione domestica

È uno strumento che viene ancora utilizzato da numerose popolazioni, soprattutto delle aree tropicali, per cacciare piccoli animali. A volte sono usate al posto delle armi ad aria compressa per lanciarte dardi tranquillizzanti contro animali. Il potere offensivo della cerbottana è basso, perciò il suo uso per la caccia è limitato dalla possibilità di servirsi di veleno per intingervi la punta del dardo.
La relativa associazione sportiva è la International Fukiyado Association, un'organizzazione giapponese la quale, con altre affiliate in varie parti del mondo, tenta di far diventare il tiro con la cerbottana uno sport olimpico.